# Namentenga
Le Namentenga est une des 45 provinces du Burkina Faso située dans la région du Centre-Nord.

## Départements

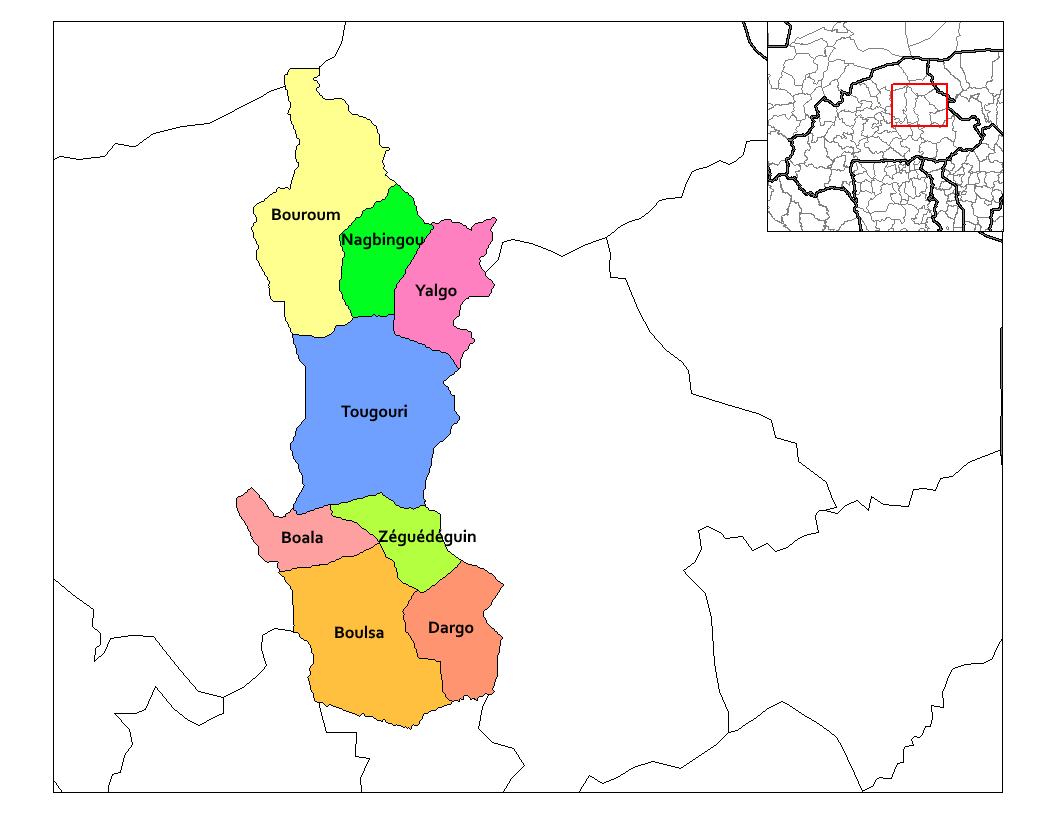
Départements du Namentenga.

La province du Namentenga comprend 8 départements :
- Boala,
- Boulsa,
- Bouroum,
- Dargo,
- Nagbingou,
- Tougouri,
- Yalgo,
- Zéguédéguin.

## Démographie
- 252 738 habitants, 39,10 hab/km2 (1996 - Source)
- Chef-lieu : Boulsa (12 280 habitants).